# 韋姆德島
韋姆德島（Värmdö）位於烏普蘭，斯德哥爾摩群島中最大島嶼，也是瑞典第五大島嶼、東岸第三大島嶼。韋姆德島行政上屬於斯德哥爾摩省，島的西端屬於納卡市，但其餘部分屬韋姆德市。韋姆德島與大陸有橋連接。